# Papa nero (singolo)
Papa nero è un singolo del gruppo musicale veneziano Pitura Freska, pubblicato nel febbraio 1997 ed estratto dall'album Gran calma.

## Descrizione
Si tratta del brano che ha consentito ai Pitura Freska di ottenere successo a livello nazionale, uscendo dal contesto locale del Veneto. Con questo brano il gruppo di Marghera partecipò al Festival di Sanremo 1997, classificandosi al 16º posto. Papa nero è caratterizzata dal testo che, pur essendo in dialetto veneziano, non riguarda assolutamente il Veneto; l'originalità della canzone, oltre che nella musica orecchiabile, risiede proprio nel tema insolito del testo, cantato da Skardy e da Marco Forieri, di cui è divenuto particolarmente famoso il ritornello:
Il testo si riferisce ad una profezia di Nostradamus, secondo la quale ci sarà un papa scuro di pelle che porterà alla fine del mondo, ed alla vittoria al concorso di Miss Italia del 1996, anno precedente a quello di uscita del brano, di Denny Méndez, nativa di Santo Domingo, prima (e fino ad oggi unica) Miss Italia nera e di origine non italiana; chi canta la canzone si chiede se, dopo una Miss Italia nera, potrà esserci davvero anche un papa nero. Il testo può essere letto come un messaggio anti-razzista e anti-xenofobo, o più semplicemente solo come ironicamente scherzoso.
Per il singolo vennero realizzati due video: il primo, diretto da Alina Teodorescu e Sorin Dragoi, vede il gruppo ballare in campo Santa Margherita assieme ad alcuni residenti e su una piattaforma galleggiante in bacino San Marco, mentre il secondo, diretto dallo scrittore Roberto Ferrucci, racconta la trasferta del gruppo in occasione della loro apparizione al Festival, intervallando filmati dietro le quinte, frammenti delle esibizioni a Sanremo e apparizioni di personalità come Patty Pravo, Massimo Lopez, Piero Chiambretti, Elio e la stessa Denny Méndez a cui la canzone fa riferimento.

## Tracce
CD Single Remix
1. Libera Sion
2. Papa Nero (Franz disco reggae remix)
3. Papa Nero (Franz jungle beat remix)